# Taivalkoski
Taivalkoski is een gemeente in de Finse provincie Oulu en in de Finse regio Noord-Österbotten. De gemeente heeft een landoppervlakte van 2.438,21 km² en telt 3.825 inwoners (2022). Geboorteplaats van de romanschrijver Kalle Päätalo (1919-2000).